# Supercopa Turca de Voleibol Masculino de 2017
A Supercopa Turca de Voleibol Masculino  de 2017 foi a oitava edição desta competição organizada pela  FTV. Participaram do torneio duas equipes, os campeões da Liga A Turca e da Copa da Turquia.

## Sistema de disputa
O Campeonato foi disputado em um jogo único.

## Equipes participantes
Equipes que disputaram a Supercopa de Voleibol de 2017:

### Masculino
| Equipe        | Cidade   | Qualificação                       | Última participação |
| ------------- | -------- | ---------------------------------- | ------------------- |
| Halkbank SK   | Ankara   | Campeão da Liga A Turca 2016–17    | 2015                |
| Fenerbahçe SK | Istambul | Campeão da Copa da Turquia 2016–17 | 2014                |

## Resultado
| 19 de setembro de 2017 19:00 Relatório | Halkbank SK | 1 — 3                   | Fenerbahçe SK | TVF Başkent Voleybol Salonu, Ankara Público: 5 000 |
| 19 de setembro de 2017 19:00 Relatório | 22 26 18 13 | Set 1 Set 2 Set 3 Set 4 | 25 24 25      | TVF Başkent Voleybol Salonu, Ankara Público: 5 000 |

## Premiações
| Supercopa Masculina de 2017       |
| Turquia                           |
| --------------------------------- |
| Fenerbahçe SK Campeão (3º título) |